# Липовская, Тереса
Тереса Липовская (пол. Teresa Lipowska; род. 14 июля 1937) — польская актриса театра, кино, радио, телевидения и кабаре.

## Биография
Тереса Липовская родилась в Варшаве. Актёрское образование получила в Киношколе в Лодзи, которую окончила в 1957 году. Дебютировала в театре в 1957. Актриса театров и кабаре в Варшаве. Выступает в спектаклях польского «театра телевидения» с 1959 года и в радиопередачах «театра Польского радио» с 1963 года.

## Личная жизнь
В 1963 году вышла замуж за Томаша Заливского. Их брак продлился до смерти Заливского в 2006 году. У них есть один ребёнок.

## Избранная фильмография
- 1950 — Первый старт / Pierwszy start
- 1956 — Необыкновенная карьера / Nikodem Dyzma
- 1956 — Очерки углём / Szkice węglem
- 1965 — Один в городе / Sam pośród miasta
- 1966 — Квартирант / Sublokator
- 1968 — Пароль «Корн» / Hasło Korn
- 1969 — Девичий заговор / Rzeczpospolita babska
- 1971 — Золотой Круг / Złote Koło
- 1973 — Профессор на дороге / Profesor na drodze
- 1975 — Ночи и дни / Noce i dnie
- 1975 — Игроки / Hazardziści
- 1975 — Директора / Dyrektorzy (только в 4-й серии)
- 1976 — Польские пути / Polskie drogi (только в 1-й серии)
- 1977 — Кукла / Lalka (только в 1-й серии)
- 1978 — Семья Поланецких / Rodzina Połanieckich
- 1979 — Форпост / Placówka
- 1983 — Катастрофа в Гибралтаре / Katastrofa w Gibraltarze
- 1983 — Марыня / Marynia
- 1984 — Хозяин на Жулавах / Pan na Żuławach
- 1987 — Баллада о Янушике / Ballada o Januszku
- 1995 — Папа / Tato
- 1997 — Охранник для дочери / Sara
- 1998 — Полковник Бункер / Colonel Bunker
- 2009 — Снежная королева / Królowa Śniegu
- 2016 — За синей дверью / Za niebieskimi drzwiami

## Признание
- 1977 — Золотой Крест Заслуги.
- 1984 — Кавалерский крест Ордена Возрождения Польши.
- 2007 — Серебряная медаль «За заслуги в культуре Gloria Artis».
- 2010 — «Wielki Splendor» — приз «Польского радио» лучшему актёру радиопостановок.